# Erčin
Erčin ili Jarčin (mađ. Ercsi) je grad u Mađarskoj.
Površine je 65,31 km².

## Upravna organizacija
Nalazi se u Biloj županiji, u Erčinskoj mikroregiji.
Upravno mu pripadaju sela Petrovac, Bevarica i Njikatra.

## Zemljopis
Nalazi se na 47°15' sjeverne zemljopisne širine i 18°54' istočne zemljopisne dužine, na zapadnoj obali Dunava. S druge strane se nalazi Čepeljski otok. Bata je 5 km sjeverno, Tuklulja je 7 km sjeveroistočno, Čip je 3 km istočno, Mirađa (Ujfaluba) je preko Dunava, 1,5 km jugoistočno, a Smartin je 3 km jugoistočno, Kovin je 7 km jugoistočno, Dešnja i Beloiannisz su 7 km jugozapadno, a Racki Kerestur je 2 km zapadno-sjeverozapadno.

## Povijest
U povijesnim ispravama se prvi put spominje 1280.
Turska osvajanja nisu zaobišla ni ovaj kraj, pa je tako i Tukulja pala pod tursku vlast.
Hrvati su se u Erčin doselili oko 1630. Pripadali su skupini Šokaca.
Do sredine 18. st. se u Erčinu govorilo samo hrvatskim jezikom.
1950. je dio naselja koja su pripadala selu Erčinu izdvojena u posebno selo, Dešnju (mađ.Besenyő, kasnije preimenovano u Besnyő).
1951. je izdvajanjem još dva naselja formirano selo Görögfalva, kasnije preimenovano u Beloiannisz.
2000. je dobio status grada.

## Stanovnici
U gradu živi 8349 stanovnika, od čega u samom naselju Erčinu 7938.
Prema popisu od 2001., većina su Mađari, a od manjina Hrvati (0,2%), Nijemci (0,2%), Rumunji (0,1%), Srbi (0,1%) i Romi (6%). Hrvati imaju manjinsku samoupravu. Rimokatolika je 58,6%, kalvinisti čine desetinu, a u Erčinu je i nekoliko grkokatolika i luterana. Bez vjere je 18%, a nije poznata vjera za 11%.

### Hrvati u Erčinu
Erčinski Hrvati su se nekada nazivali Šokcima, ali su vremenom prihvatili ime Rac.
Današnji Erčinski Hrvati kao i Hrvati iz Andzabega govore novoštokavskim ikavskim dijalektom.
U Erčinu djeluje hrv. manjinska samouprava od 2006. Hrvati su organizirani u ovim kulturnim udrugama:
- Racki klub (od 1997.)
- Folklorni ansambl Zorica

Hrvatske ustanove organiziraju balove (Hrvatski bal i dr.), plesačnice i svete mise, a organiziraju i postavljanje spomen-ploča erčinskim Hrvatima, a sudjelovali su i u postavljanju spomenika Svetom Ivanu Nepomuku.

## Vanjske poveznice
- (mađ.) Ercsi hivatalos honlapja
- (mađ.) Légifotó Ercsiről
- (engl.) Erčin na fallingrain.com